# Соня Андонова
Соня Христова Андонова е българска преводачка от сръбски и английски език.

## Биография
Завършва славянска филология и англицистика в Софийския университет през 1996 г.
Работи в областта на човешките ресурси за голяма фармацевтична компания. Паралелно с това е и дългогодишен преводач на художествена литература, като нейни преводи са публикувани в седмичните вестници „Литературен вестник“ и „Литературен форум“, списанията „Страница“ и „Демократически преглед“ и електронните списания „Нота бене“, „Литернет“ и „Либерален преглед“. Сътрудник на Центъра за анализ на политическата и журналистическата реч от 2010 година.
Превежда на български език разкази, стихотворения и есета на Светислав Басара, Данило Киш, Йован Христич, Давид Албахари, Горан Петрович, Чарлз Симик, Марко Видойкович и Гойко Божович.

### Преводи
- Светислав Басара, „Възход и упадък на паркинсоновата болест“. София: Агата-А, 2020, 312 с. ISBN 978-954-540-148-0 [2][3][4]
- Гойко Божович, „Карта“. София: Издателство ФО, 2021, 85 с. ISBN 978-619-7515-10-1
- Фарук Шехич, „Разкази с часовников механизъм“. София: Колибри, 2023, 176 с. ISBN 978-619-02-1266-9